# Độ nghiêng trục quay
Trong thiên văn học và cơ học thiên thể, độ nghiêng trục quay của các hành tinh, vệ tinh tự nhiên hay thiên thể nói chung là góc giữa phương tự quay của thiên thể với phương trực tuyến Bắc của mặt phẳng quỹ đạo hay một mặt phẳng tham chiếu nào đó. Phương tự quay của thiên thể nằm song song với trục tự quay của thiên thể và có thể quy ước phụ thuộc vào chiều quay của thiên thể theo quy tắc bàn tay phải. Trong hệ Mặt Trời, để thể hiện một hành tinh tự quay theo chiều ngược, độ nghiêng trục quay sẽ có giá trị từ 90 đến 180 độ; vận tốc góc và chu kỳ quay sẽ có dấu trừ.
Bảng sau cho biết độ nghiêng trục quay của một số thiên thể trong hệ Mặt Trời.
| | NASA, J2000.0 | NASA, J2000.0 | NASA, J2000.0 | NASA, J2000.0 | IAU, tháng 1 năm 2010, 0h TT | IAU, tháng 1 năm 2010, 0h TT | IAU, tháng 1 năm 2010, 0h TT | IAU, tháng 1 năm 2010, 0h TT |
| Độ nghiêng | Cực bắc       | Cực bắc       | Chu kỳ quay   | Độ nghiêng    | Cực bắc                      | Cực bắc                      | Vận tốc góc                  |                              |
| (°) | R.A. (°)      | Dec. (°)      | (giờ)         | (°)           | R.A. (°)                     | Dec. (°)                     | (° / ngày)                   |                              |
| Mặt Trời | 7,25          | 286,13        | 63,87         | 609,12B       | 7,25A                        | 286,15                       | 63,89                        | 14,18                        |
| Sao Thủy | ~0            | 281,01        | 61,45         | 1407,6        | 0,01                         | 281,01                       | 61,45                        | 6,14                         |
| Sao KimE | 177,36        | (92,76)       | (-67,16)      | (5832,5)      | 2,64                         | 272,76                       | 67,16                        | -1,48                        |
| Trái Đất | 23,4          | 0,00          | 90,00         | 23,93         | 23,4                         | 0,00                         | 90,00                        | 359,02                       |
| Mặt Trăng | 6,68          | -             | -             | 655,73        | 1,54C                        | -                            | -                            | -                            |
| Sao Hỏa | 25,19         | 317,68        | 52,89         | 24,62         | 25,19                        | 317,67                       | 52,88                        | 350,89                       |
| Sao Mộc | 3,13          | 268,05        | 64,49         | 9,93D         | 3,12                         | 268,06                       | 64,50                        | 870,54D                      |
| Sao Thổ | 26,73         | 40,60         | 83,54         | 10,66D        | 26,73                        | 40,59                        | 83,54                        | 810,79D                      |
| Sao Thiên VươngE                                                                                                  | 97,77         | (77,43)       | (15,10)       | (17,24)D      | 82,23                        | 257,31                       | -15,18                       | -501,16D                     |
| Sao Hải Vương | 28,32         | 299,36        | 43,46         | 16,11D        | 28,33                        | 299,40                       | 42,95                        | 536.31D                      |
| Sao Diêm VươngE                                                                                                   | 122,53        | (133,02)      | (-9,09)       | (153,29)      | 60,41                        | 312,99                       | 6,16                         | -56,36                       |
| A so với mặt phẳng Hoàng đạo năm 1850                                                                             |               |               |               |               |                              |                              |                              |                              |
| B tại vĩ độ 16°; tốc độ tự quay của Mặt Trời thay đổi theo vĩ độ                                                  |               |               |               |               |                              |                              |                              |                              |
| C so với mặt phẳng Hoàng đạo; quỹ đạo Mặt Trăng nghiêng 5°16' so với Hoàng Đạo                                    |               |               |               |               |                              |                              |                              |                              |
| D đo theo bức xạ vô tuyến; do các đám mây trên khí quyển quay theo vận tốc khác nhau                              |               |               |               |               |                              |                              |                              |                              |
| E Độ nghiêng theo NASA tính không khớp với cực bắc và chu kỳ tự quay; các giá trị trong (ngoặc đơn) được viết lại |               |               |               |               |                              |                              |                              |                              |

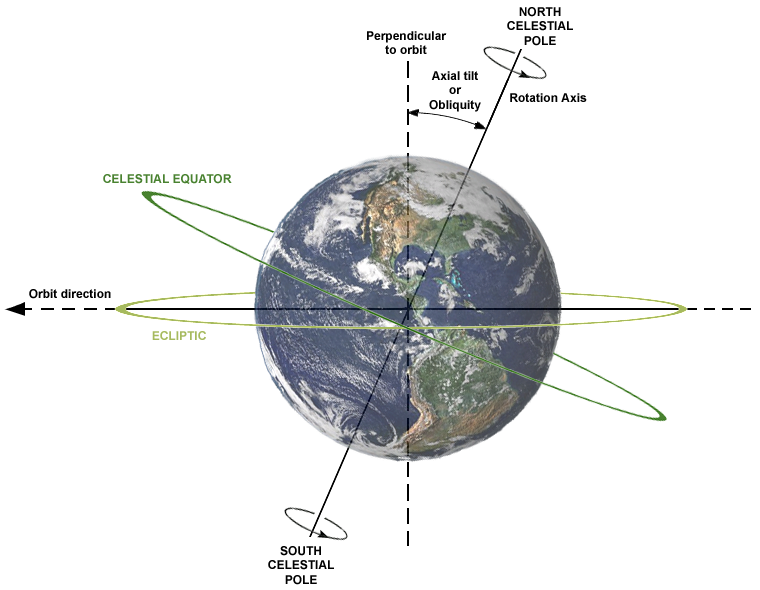
Trái Đất nghiêng một góc 23.44 °

Độ nghiêng trục quay của các hành tinh thay đổi chậm theo thời gian, do tương tác hấp dẫn từ các thiên thể xung quanh lên hành tinh, vốn có hình dạng không phải là hình elipsoit đơn giản, tạo nên mô men lực làm thay đổi hướng và độ lớn mô men động lượng (do đó phương của trục quay) của hành tinh.
Trục quay của Trái Đất đã được quan sát là thay đổi độ nghiêng một cách gần tuần hoàn với chu kỳ 41.000 năm trong khoảng thời gian gần đây, với độ nghiêng dao động từ 21,5 đến 24,5° (hiện tại đang giảm với các giá trị 24,049° năm 3300 TCN, 23,443° năm 1973 và 23,439° năm 2000). Hơn nữa, hướng nghiêng của trục Trái Đất xoay vòng với chu kỳ 25.800 năm (hiện tượng tiến động hay tuế sai của điểm phân). Độ nghiêng này cũng dao động với các chu kỳ nhỏ hơn như 18,6 năm (hiện tượng chương động). Khi xét đến độ chính xác cao, sự thay đổi theo thời gian của độ nghiêng trục Trái Đất chứa các yếu tố nhiễu loạn khó dự báo. Lý do là tổng mômen lực hấp dẫn tác động từ bên ngoài lên Trái Đất phụ thuộc vào hình dáng và mật độ khối lượng của từng điểm trên hành tinh này, do đó phụ thuộc vào chuyển động của thạch quyển (như động đất lớn), thủy quyển (các dòng hải lưu),... Ví dụ như cơn động đất Ấn Độ Dương 2004 là kết quả của một sự lún sụt mạnh của thạch quyển, thay đổi tương tác hấp dẫn với thiên thể bên ngoài và làm cực Bắc của Trái Đất lệch khoảng 2,5 cm về phía 145 độ kinh Đông. Yếu tố nhiễu loạn còn đến từ quỹ đạo của các thiên thể xung quanh Trái Đất, và bản thân quỹ đạo (cùng mặt phẳng quỹ đạo) của Trái Đất.
Hiện tượng tương tự xảy ra với mọi thiên thể khác trong hệ Mặt Trời.
Giả thuyết về sự hình thành hệ Mặt Trời bằng một đĩa bụi tiền-Mặt Trời cho rằng, lúc mới hình thành, nói chung trục của các hành tinh và Mặt Trời đều nghiêng rất ít; đồng thời các hành tinh tự quay cùng chiều với chiều quay trên quỹ đạo quanh Mặt Trời (cũng như chiều tự quay của Mặt Trời). Theo thời gian, do các lực tương tác hấp dẫn mà trục của chúng nghiêng dần, có hành tinh bị lật ngang (Sao Thiên Vương), thậm chí bị lộn ngược (Sao Kim và Diêm Vương Tinh).